# Екскалібур (фільм, 1981)
«Екскалібур» (англ. Excalibur) — епічний фентезійний фільм 1981 року, знятий режисером, співавтором і продюсером Джоном Бурманом, у якому розповідається легенда про короля з XV-го століття короля Артура та лицарів Круглого столу. Екранізація лицарського роману «Смерть Артура» Томаса Мелорі. Фільм названий на честь легендарного меча «Екскалібур», який займає важливе місце в літературі про короля Артура.

## Сюжет
Фільм є екранізацією книги Томаса Мелорі, заснованої на легендах про короля Артура. У ній розповідається про життя легендарного короля Артура та про пригоди лицарів Круглого столу, які шукають Святий Ґрааль. Назва фільму стосується меча, який дає королівську владу. Меч служить лише тим, хто цього заслуговує.

## Ролі виконують
- Найджел Террі[en] — король Артур
- Гелен Міррен — фея Морґана
  - Барбара Берн — молода Морґана 
  - Кей Макларен — постаріла Морґана
- Ніколас Клей[en] — Ланселот
- Чері Лангі[en] — Ґвіневера
- Пол Джеффрі[en] — Персіваль
- Нікол Вільямсон[en] — Мерлін
- Патрік Стюарт — Лодеґранс
- Ліам Нісон — Ґавейн
- Гебріел Бірн — Утер Пендрагон
- Кіаран Гайндс — Лот

## Нагороди
- 1981 Премія Каннського кінофестивалю (Франція):
  - за найкращий мистецький внесок — Боб Рінгвуд[en]
- 1982 Премія «Сатурн» Академії наукової фантастики, фентезі та фільмів жахів (США):
  - за найкращі костюми — Боб Рінгвуд[en]